# Кућа старих заната
Кућа старих заната у Нишу, изложбена је галерија и музеј у којем је представљена историја нишког занатства. Налази се у некадашњем бригадирском насељу у дворишту Енглеског дома и свечано је отворена 2. децембра 2011. године. Градска општина Пантелеј реконструисала је и преуредила простор за нишке занатлије који чувају традицију старих заната у Нишу.
У галерији су изложени ручно рађени разни производи, алати, портрети првих нишких занатлија и њихових еснафских удружења, мајсторска писма и други предмети, као и рукотворине најбољих мајстора казанџијског, грнчарског, дрводељског, плетарског, ткачког, лицидерског и других заната који представљају заштитни знак нишког поднебља. Такође, изложени су експонати о првом еснафском друштву и слике занатлија које су 1912. године имале неку своју радионицу.
Поставке се мењају, тако да разне занатлије, а и „Актив жена Ниша”, који се баве очувањем традиције, не само у области ручног рада – веза, хеклања, плетења, већ и традиције везане за православне празнике, за обичаје у спремању хране да се стара јела не забораве. 
У кући се одржавају сајмов, изложбе и и радионице везане за старе занате, као што су ткање, вез, корпарство, хеклање, плетење, сви они радови од којих су породице некада живеле.